# Szerencsés számok
A matematika, azon belül a számelmélet területén egy szerencsés szám (lucky number) olyan természetes szám, amit egy bizonyos fajta szita segítségével lehet generálni. Ez hasonló a prímszámokat generáló Eratoszthenész szitájához, azzal a különbséggel, hogy ez a maradék halmaz sorszámait figyelembe véve húz ki elemeket, nem az eredeti halmaz (vagy másképp, mintha az eredeti Eratoszthenész szitája nem csak áthúzná az elemeket, hanem a rákövetkező elemek beesnének a kihúzottak helyére).
| Elkezdjük a pozitív egész számok listájával:                                             |   |   |   |   |   |   |   |   |    |    |    |    |    |    |    |    |    |    |    |    |    |    |    |    |
| 1                                                                                        | 2 | 3 | 4 | 5 | 6 | 7 | 8 | 9 | 10 | 11 | 12 | 13 | 14 | 15 | 16 | 17 | 18 | 19 | 20 | 21 | 22 | 23 | 24 | 25 |
| Minden második számot (a páros számokat) kitöröljük, így megmaradnak a páratlan egészek: |   |   |   |   |   |   |   |   |    |    |    |    |    |    |    |    |    |    |    |    |    |    |    |    |
| 1                                                                                        |   | 3 |   | 5 |   | 7 |   | 9 |    | 11 |    | 13 |    | 15 |    | 17 |    | 19 |    | 21 |    | 23 |    | 25 |
| A sorozat második eleme a 3. Az 5-tel kezdve a sorozat minden harmadik elemét kihúzzuk:  |   |   |   |   |   |   |   |   |    |    |    |    |    |    |    |    |    |    |    |    |    |    |    |    |
| 1                                                                                        |   | 3 |   |   |   | 7 |   | 9 |    |    |    | 13 |    | 15 |    |    |    | 19 |    | 21 |    |    |    | 25 |
| A következő túlélő szám a 7. A 19-cel kezdve minden hetedik elemet kihúzunk:             |   |   |   |   |   |   |   |   |    |    |    |    |    |    |    |    |    |    |    |    |    |    |    |    |
| 1                                                                                        |   | 3 |   |   |   | 7 |   | 9 |    |    |    | 13 |    | 15 |    |    |    |    |    | 21 |    |    |    | 25 |

A módszer annyiból is különbözik az Eratoszthenész szitája során alkalmazottól, hogy a számok, amiken a szitálást végezzük (pl. a harmadik menetben az 1, 3, 7, 9, 13, 15, 19... számok) mindig különböznek, míg Eratoszthenész szitájában a szita mindig az eredeti listát (1, 2, 3...) szűri.
A szitálást teljesen elvégezve, a megmaradó számokat nevezzük szerencsés számoknak:
1, 3, 7, 9, 13, 15, 21, 25, 31, 33, 37, 43, 49, 51, 63, 67, 69, 73, 75, 79, 87, 93, 99, ... (A000959 sorozat az OEIS-ben).

A szerencsés számok szitálását bemutató animáció. A piros számok a szerencsések.

A kifejezést Gardiner, Lazarus, Metropolis és Ulam javasolta 1956-ban megjelentetett cikkükben. A módszert meghatározó szitálást „Josephus Flavius szitájának” nevezték, a Josephus-probléma kiszámolós-játékához való hasonlósága miatt.
A szerencsés számok néhány tulajdonságukban a prímszámokra emlékeztetnek, például a prímszámtétel szerinti aszimptotikus viselkedésükben; a Goldbach-sejtés egy változatát a szerencsés számokra is kiterjesztették. Végtelen sok szerencsés szám létezik. Azonban ha Ln-nel jelöljük az n-edik szerencsés számot és pn-nel az n-edik prímet, akkor Ln > pn minden elegendően nagy n-re.
A prímszámokkal való nyilvánvaló kapcsolatuk miatt egyes matematikusok szerint a prímszámok tulajdonságai a természetes számok különböző sziták által generált, még fel nem derített halmazaiban is jelen lehetnek, bár kevés elméleti alapja van ennek a sejtésnek. Az ikerprímek és az iker-szerencsés számok hasonló gyakorisággal lépnek fel.
A szerencsés prímek olyan szerencsés számok, melyek egyben prímszámok. Nem ismert, hogy végtelen sok szerencsés prím létezik-e. Az első néhány szerencsés prím:
3, 7, 13, 31, 37, 43, 67, 73, 79, 127, 151, 163, 193 (A031157 sorozat az OEIS-ben).